# Dzielnica XIV Czyżyny

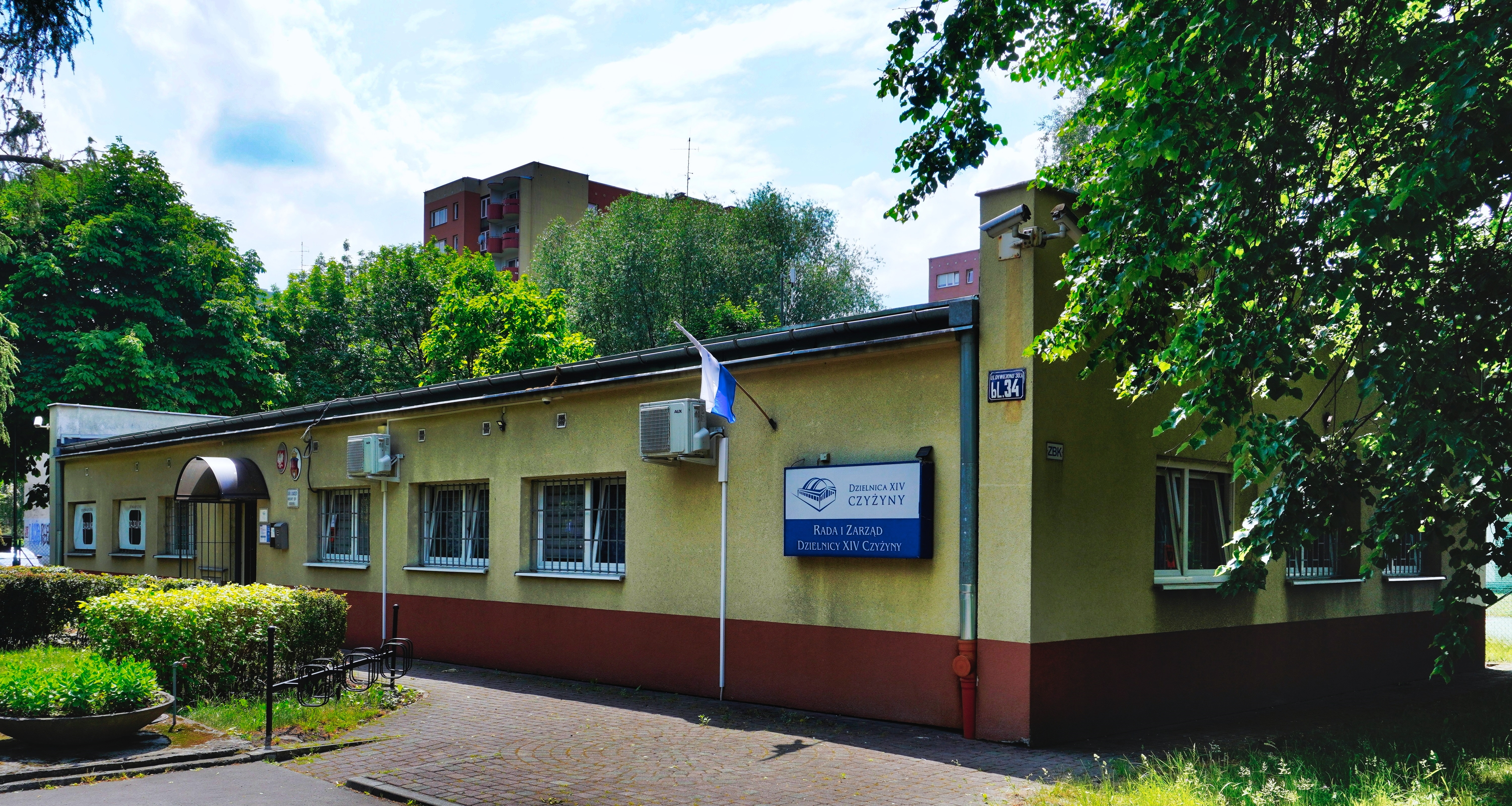
Urząd Dzielnicy XIV Czyżyny w Krakowie na os. Dywizjonu 303 34

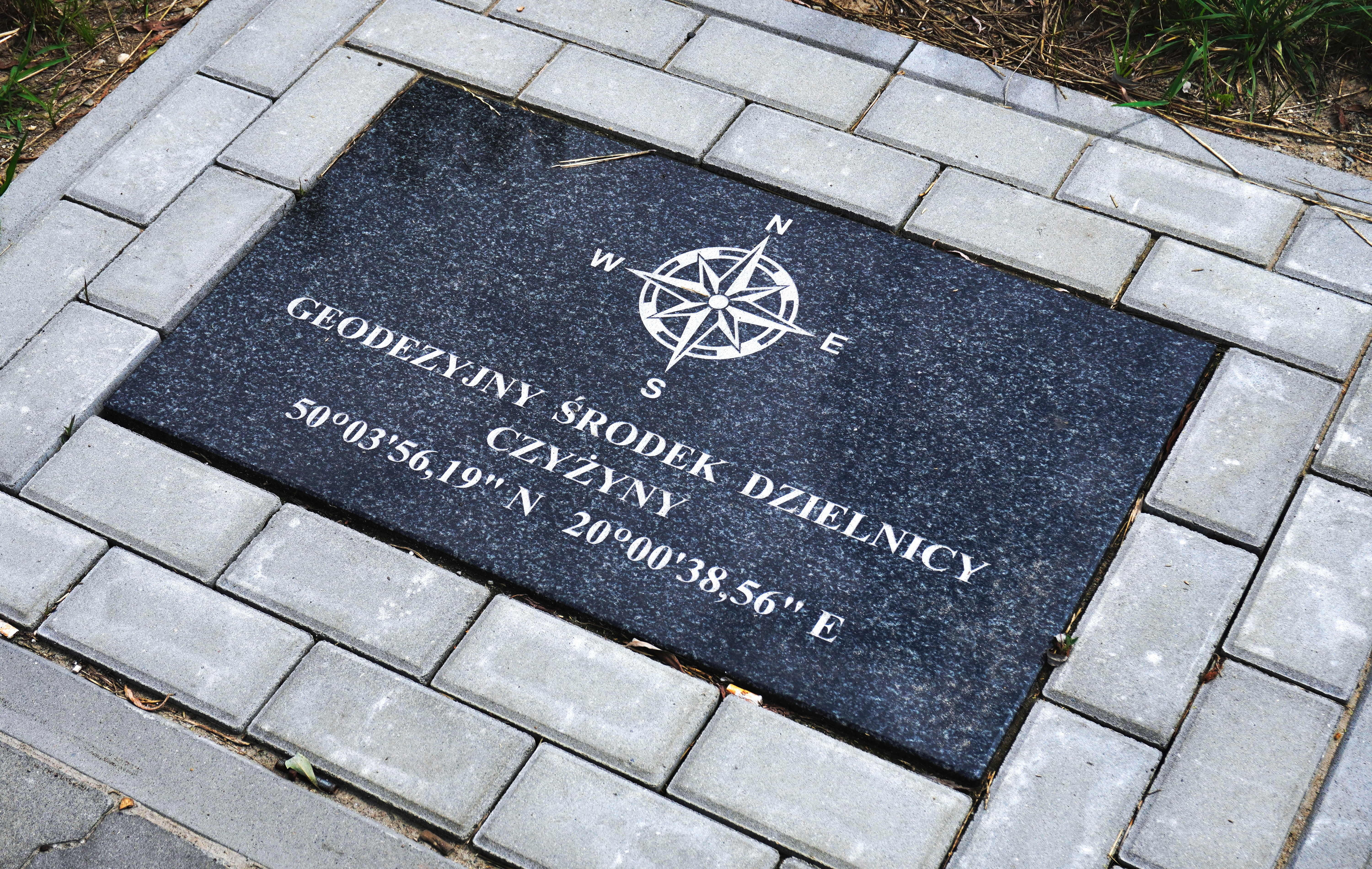
Tablica wskazująca geodezyjny środek Dzielnicy XIV Czyżyny przy ulicy Centralnej

Dzielnica XIV Czyżyny – dzielnica, jednostka pomocnicza gminy miejskiej Kraków. Do 1991 roku wchodziła w skład dzielnicy Nowa Huta. Przewodniczącą Rady i Zarządu Dzielnicy w IX kadencji 2023-2028 jest Anna Gieras.

## Demografia
| Rok  | Stan na koniec roku | Uwagi              |
| ---- | ------------------- | ------------------ |
| 2004 | 23.141              |                    |
| 2005 | 24.154              |                    |
| 2006 | 25.506              |                    |
| 2007 | 25.775              |                    |
| 2008 | b/d                 |                    |
| 2009 | 25.016              |                    |
| 2010 | b/d                 |                    |
| 2011 | 26.470              |                    |
| 2012 | 26.906              | stan na 21.02.2012 |
| 2013 | 27.029              | stan na 14.05.2013 |
| 2013 | 27.305              |                    |
| 2014 | 26.699              |                    |
| 2015 | 26.947              |                    |
| 2016 | 27.369              |                    |
| 2018 | 28.291              | stan na 06.01.2018 |
| 2018 | 29.635              |                    |
| 2019 | 30.946              |                    |
| 2020 | 31.740              |                    |
| 2021 | 32.407              |                    |
| 2022 | 32.926              |                    |
| 2023 | 33.585              |                    |

## Osiedla i zwyczajowe jednostki urbanistyczne
- Czyżyny
- Łęg
- Osiedle 2 Pułku Lotniczego
- Osiedle Akademickie
- Osiedle Avia
- Osiedle Botanika
- Osiedle Centralna Park
- Osiedle Czyżyny
- Osiedle Dywizjonu 303
- Osiedle Orlińskiego

## Granice dzielnicy
- z Dzielnicą III graniczy na odcinku - od skrzyżowania al. gen. Tadeusza Bora-Komorowskiego z ul. Akacjową w kierunku południowym, wschodnią stroną ulicy Akacjowej do przecięcia z granicą północną działki nr 14/223 (obręb nr 4) i dalej granicą tej działki na wschód, południe i zachód, dalej na południe wzdłuż granicy ogródków działkowych w obrębie nr 6, natomiast w obrębie nr 4, wschodnią granicą działek nr: 171/28, 171/46, 171/47, 171/53, 183 i 473/3 do alei Jana Pawła II, przecina al. Jana Pawła II i biegnie południowymi granicami działek nr: (w obrębie nr 4) 475, 476, 477, 481, 482, 483, 485, 487, 709, 593, 594, 595, 596, 597, 598, 599, 600, 605, 604, 603, 602 i 601 do ulicy Czyżyńskiej, dalej przecina ul. Czyżyńską do wschodniego narożnika działki nr 28 i biegnie południowo-wschodnią granicą tej działki do działki nr 29/1,
- z Dzielnicą II graniczy na odcinku - od ul. Czyżyńskiej w kierunku zachodnim, następnie skręca na południowy wschód granicą zachodnią Parku Lotników Polskich (granica pomiędzy obrębami Nr 16 i 52) do al. Pokoju, następnie w kierunku zachodnim, północną stroną al. Pokoju do skrzyżowania z rzeką Białuchą, dalej na południe, wschodnią stroną rzeki Białuchy do jej ujścia do rzeki Wisły,
- z Dzielnicą XIII graniczy na odcinku - od ujścia rzeki Białuchy do rzeki Wisły w kierunku wschodnim środkiem rzeki Wisły do przecięcia przedłużenia ul. Klasztornej z rzeką Wisłą (z granicą pomiędzy obrębem 58 i 59),
- z Dzielnicą XVIII graniczy na odcinku - od przecięcia granic pomiędzy obrębami nr: 58 i 59 z rzeką Wisłą w kierunku północnym granicą pomiędzy obrębami nr 58 i 59 do skrzyżowania z ul. Longinusa Podbipięty, dalej na zachód, południową stroną ul. Podbipięty do przecięcia z granicą pomiędzy obrębami nr: 56 i 58, dalej granicą pomiędzy obrębami nr: 56 i 58 do ul. Odmętowej (skrzyżowanie z ul. Ziarkową), dalej zachodnią stroną ul. Odmętowej do granicy pomiędzy obrębami nr: 48 i 56, dalej na północ granicami pomiędzy obrębami nr: 48 i 56, 48 i 54, 48 i 49 do skrzyżowania ul. gen. Mieczysława Boruty - Spiechowicza z al. Jana Pawła II, dalej na zachód, południową stroną al. Jana Pawła II do ronda Czyżyńskiego (działka nr 102 obr. 51) otaczając rondo od strony wschodniej i północnej (granicami pomiędzy działkami nr: 102 i 101, 35/9, 98), dalej w kierunku północno-wschodnim zachodnią stroną ul. Bieńczyckiej do skrzyżowania z granicą pomiędzy działkami nr: 216 i 71 w obrębie nr 7,
- z Dzielnicą XVI graniczy na odcinku - od skrzyżowania ul. Bieńczyckiej z granicami działek nr: 216 i 71 w obrębie 7 w kierunku północno-zachodnim granicą północną działek nr: 216, 215, 214, 212, 211, 210, 209/13, 72/5, 72/4, 72/3, zachodnią działki nr 72/3, dalej południową działki nr 72/10, wschodnią działki nr 72/9, północną działek nr: 72/9, 72/1, 75/5, 204, 222 do drogi nr 278 i dalej południową stroną drogi 278 do ulicy Marii Dąbrowskiej, dalej wschodnią stroną ul. Dąbrowskiej do skrzyżowania z ul. Franciszka Hynka, północną stroną ul. Hynka do skrzyżowania z ul. Braci Schindlerów, zachodnią stroną ul. Braci Schindlerów do skrzyżowania z al. gen. Władysława Andersa, dalej na zachód południową stroną al. gen. Andersa do skrzyżowania z ul. gen. Leopolda Okulickiego,
- z Dzielnicą XV graniczy na odcinku - od skrzyżowania ul. gen. Leopolda Okulickiego z al. gen. Władysława Andersa w kierunku zachodnim, północną stroną ulicy gen. Okulickiego, dalej północną stroną ul. gen. Taduesza Bora-Komorowskiego do skrzyżowania z ul. Akacjową.